# Dunja Mijatović
Dunja Mijatović, née le 8 septembre 1964  à Sarajevo, est une experte bosnienne en droits de l'homme, en droit des médias et en régulation des médias. 

## Biographie

### Formation
Dunja Mijatović étudie à l'université de Sarajevo, à l'université de Bologne, à la London School of Economics et à l'université du Sussex.
En 2002, elle soutient un mémoire de master consacré à « Internet et la liberté d'expression ».

### Fonctions
Tout au long de sa carrière, Dunja Mijatović s'intéresse au sujet des médias, tirant profit de son expérience en Bosnie-Herzégovine, dans les Balkans et au niveau international. En 1998, comme cofondatrice de l'Agence de régulation de la communication de Bosnie-Herzégovine, elle contribue à créer un cadre juridique, réglementaire et politique pour les médias dans la société d'après-guerre que connaît alors le pays. Elle participe également à la mise en place d'un conseil de la presse et soutient les médias indépendants de Europe du Sud-Est.
En 2007, elle est élue présidente de la Plate-forme européenne des organismes de réglementation. Elle est le premier représentant non issue d'un État membre de l'Union européenne et la première femme à occuper ce poste. Auparavant, elle a présidé le Groupe de spécialistes de l'Europe sur la liberté d'expression et d'information en temps de crise. Au cours de sa présidence, le Comité des ministres du Conseil de l'Europe adopte la Déclaration du Comité des ministres sur la protection et la promotion du journalisme et les lignes directrices sur la protection de la liberté d'expression et d'information en temps de crise.
En 2010, elle succède à Miklós Haraszti comme représentante de l'Organisation pour la sécurité et la coopération en Europe (OSCE) pour la liberté des médias. Elle a été reconduite dans ces fonctions en 2013 pour un second mandat, jusqu'en juillet 2017.
Le 24 janvier 2018, elle devient Commissaire aux droits de l'homme du Conseil de l'Europe.
En tant qu'expert sur la législation des médias, elle a travaillé en Arménie, en Autriche, en Irak, en Jordanie, au Monténégro, en Serbie, en Slovénie, au Maroc et au Royaume-Uni.